# Pass Over
Pass Over es una película estadounidense de 2018 dirigida por Spike Lee y protagonizada por Jon Michael Hill, Julian Parker, Ryan Hallahan y Blake DeLong. Basada en la obra de teatro del mismo nombre de Antoinette Nwandu, la cinta fue estrenada en el Festival de Cine de Sundance e incluida en Amazon Prime el 20 de abril de 2018.

## Sinopsis
Moses y Kitch son dos jóvenes afroamericanos que vagan por las calles de Chicago, soñando con la tierra prometida.

## Reparto principal
- Jon Michael Hill es Moses
- Julian Parker es Kitch

## Recepción
El filme recibió en general críticas positivas. Fue descrito como «una mezcla brillante entre lo teatral y lo cinematográfico» por Nick Allen del portal Rogerebert.com y como «una película soberbia que tiene a un director trabajando en lo más alto de sus capacidades» por Glenn Kenny del New York Times. Gary Goldstein de LA Times la comparó con la película Do the Right Thing de Lee afirmando además que es «una experiencia breve, pero impactante, que mantiene su poder teatral».